# Evolução urbana
Na biologia, a evolução urbana é o estudo das mudanças evolutivas que ocorrem nas populações como uma resposta aos ambientes construídos pelo homem e tudo o que as altas densidades da população humana acarretam. Em outras palavras, as características das cidades (ambientes urbanos) geram consequências evolutivas, uma vez que podem conduzir alterações na frequência de diferentes alelos, genótipos e fenótipos ao longo das gerações de uma população. A evolução urbana, portanto, estuda como características urbanas intensamente crescentes,  reverberam tais alterações, ou seja, implicações para a evolução das características das populações e da biodiversidade.

### Introdução
Os rápidos processos de urbanização global resultam em diversas mudanças ambientais, como a alteração das temperaturas, aumento da poluição e impermeabilização de superfícies. As áreas transformadas pela urbanização passam a ser ambientes com muitas espécies não nativas, e as populações de espécies nativas têm abundância e diversidade reduzidas. Nesse sentido, áreas urbanas configuram um novo ecossistema, o ecossistema urbano. Ainda não se sabe todas as formas como isso pode afetar os processos evolutivos das populações que habitam esses ecossistemas. O objetivo dos estudos em evolução urbana tem foco em como a urbanização gera consequências para a evolução, mas também tem importância devido às implicações desses processos para a saúde de populações humanas.

### Ecossistemas urbanos
A cidade é um ecossistema distinto criado pela ação humana , e é fato que a evolução das cidades é parte da natureza. Nesse sentido, busca-se entender as implicações funcionais da urbanização, as inter-relações de atividades humanas e processos evolutivos. Ecossistemas urbanos abordam incontáveis novos contextos para esses processos, uma variedade de novas pressões seletivas alteram a estrutura e a função de comunidades e  geram estímulos evolutivos potentes sem precedentes, como apontam Donihue, C.M. & Lambert, M.R (2014) e Szulkin, et al (2020).
Muitos fatores são levados em consideração quando se fala do impacto causado pela urbanização no meio ambiente, pois é um processo gradual, a extensão do impacto leva em consideração, a densidade populacional, o tamanho da área ocupada, o contexto geográfico e socioeconômico, as políticas governamentais, entre outros.
Sua consequência é a alteração de ambientes bióticos e abióticos. No meio abiótico podemos apontar as poluições atmosférica, luminosa e sonora, as elevadas temperaturas e a cobertura de superfície impermeável. No meio biótico, se evidencia o aumento de espécies exóticas, enquanto as espécies nativas perdem diversidade e abundância.
Os principais desafios e dificuldades nos estudos direcionados aos ecossistemas urbanos e suas implicações em processos biológicos, são a caracterização do que é urbano, ou seja, como medir a urbanização de uma área, para isso é necessário definir métricas comuns aos estudos para quantificar a urbanização, outro importante desafio está na diversidade das cidades - Apesar das muitas semelhanças que caracterizam os ambientes urbanos, as cidades são altamente diversificadas, e por fim entender os mecanismos pelos quais os assentamentos humanos afetam todos os processos evolutivos .
Nesse caminho, o estudo da evolução urbana pode nos ajudar a entender como a evolução nas populações pode contribuir para a conservação de espécies raras e como as populações podem ser gerenciadas para facilitar o estabelecimento de ecossistemas urbanos resilientes e sustentáveis. Não há dúvida de que a biologia evolutiva urbana pode, e deve, ter um impacto social .

### Evolução
Explicando brevemente, a evolução é uma mudança que ocorre nas frequências alélicas de uma população ao longo de gerações. Portanto, as causas da evolução se dão por fatores genéticos que podem afetar as frequências alélicas através do tempo, de forma adaptativa ou por processos aleatórios. Essas causas foram denominadas de forças evolutivas. As forças evolutivas que geram mudanças nas frequências alélicas por processos aleatórios são: deriva genética, migração (ou fluxo gênico) e mutação. E a força evolutiva adaptativa é a seleção natural, que frente a variação (gerada por mutação), atua em fenótipos adaptativos, características com base genética, que apresentarão maiores frequências gênicas nas próximas gerações de uma população.

### Evolução em ecossistemas urbanos
A evolução urbana busca entender como as interações dos organismos com ambientes urbanos bióticos e abióticos promovem ou restringem os processos evolutivos , ou forças evolutivas. A urbanização afeta processos evolutivos adaptativos e não adaptativos que moldam a diversidade genética dentro e entre populações.
Para Johnson e Munshi-South (2017), a influência da urbanização na evolução não adaptativa mais é clara. A variação genética neutra é profundamente influenciada pela deriva genética e fluxo gênico em ambientes urbanos. A deriva genética nas cidades é uma força evolutiva mais intensificada, e o fluxo gênico é dificultado, devido às infraestruturas das cidades, que criam barreiras à dispersão, distanciando e portanto reduzindo o fluxo gênico entre populações, o que implica em maiores diferenciações genéticas entre essas. A deriva e o fluxo gênico em populações urbanas estão intimamente ligados à demografia populacional e aos padrões de dispersão, mas essas relações ainda são pouco compreendidas . Segundo Björklund et al. (2010) citado por Szulkin et al  populações urbanas podem ser fontes de migrantes,  e portanto, essas áreas podem ser partes importantes das metapopulações regionais. Em contrapartida, Demeyrier et al. (2016), apresentam a funcionalidade de ambientes urbanos como sumidouros genéticos, configurando o que denominaram armadilhas ecológicas para algumas espécies, devido às possíveis reduções na diversidade genética e outros efeitos negativos condicionado pela deriva em populações urbanas.
Uma vez que a taxa de resposta evolutiva em uma determinada característica depende da quantidade de variância genética nessa característica, fatores que influenciam a taxa de mutação genética (tanto vantajosa quanto deletéria para a aptidão em um determinado contexto) podem desempenhar um papel importante na adaptação evolutiva a urbanização.
Os impactos da urbanização em relação a mutação (fonte de variabilidade), não são descritos com muita clareza em estudos, entretanto algumas pesquisas, em humanos e outras espécies, sugerem que a exposição a poluentes do ar geram aumentos nas taxas de mutação, como também a alterações epigenéticas. Já estudos sobre o processo de seleção natural em ambientes urbanos estão em crescente, sendo amplamente explorados. Sabe-se que a seleção natural atua sobre fenótipos adaptativos, características de base genética que provê vantagens reprodutivas ao longo do tempo, permitindo melhor adaptação de uma população ao ambiente. A seleção natural é, portanto, a força evolutiva adaptativa que atua de maneira dependente de fatores ecológicos, que nesses ecossistemas urbanos enfrentam grandes mudanças. Estudos demonstram que as forças da seleção natural em áreas urbanas e não urbanizadas divergem.
Johnson e Munshi-South (2017) revisam o conjunto de pressões que os ambientes urbanos exercem, as maneiras pelas quais as espécies podem (ou não) se adaptar e o maior impacto desses eventos evolutivos nos processos naturais e nas populações humanas.
A evolução adaptativa ocorre em resposta a pressões urbanas, como: uso de pesticidas, poluição, alterações do clima local e estruturas físicas criadas dentro das cidades. 
Um último desafio não solucionado para os estudos evolutivos em ecossistemas urbanos, está nas fontes de adaptação desses ambientes. Há dois possíveis mecanismos adaptativos: mecanismos plásticos e microevolutivos.
Há pesquisas que apontam uma mudança clara em processos e padrões evolutivos respondendo a ambientes urbanizados, porém há pesquisas que relatam mudanças morfológicas, comportamentais, fisiológicas e de expressão gênica onde a base genética não foi estabelecida e pode estar associada a plasticidade fenotípica.
Para exemplificar, Szulkin, et al (2020) trás um estudo recente com as formigas bolotas (Temnothorax sp.) de Diamond et al. (2017, 2018), que observa ambos os mecanismos, a mudança evolutiva adaptativa e a plasticidade fenotípica, para indivíduos de ambiente urbano e rural, e atribui a maior tolerância térmica dos indivíduos urbanos a ambos os mecanismos, além de considerar também a possibilidade de evolução da própria plasticidade fenotípica.